# Blieux
Blieux est une commune française, située dans le département des Alpes-de-Haute-Provence en région Provence-Alpes-Côte d'Azur.
Le nom de ses habitants est Blieuxiois.

## Géographie

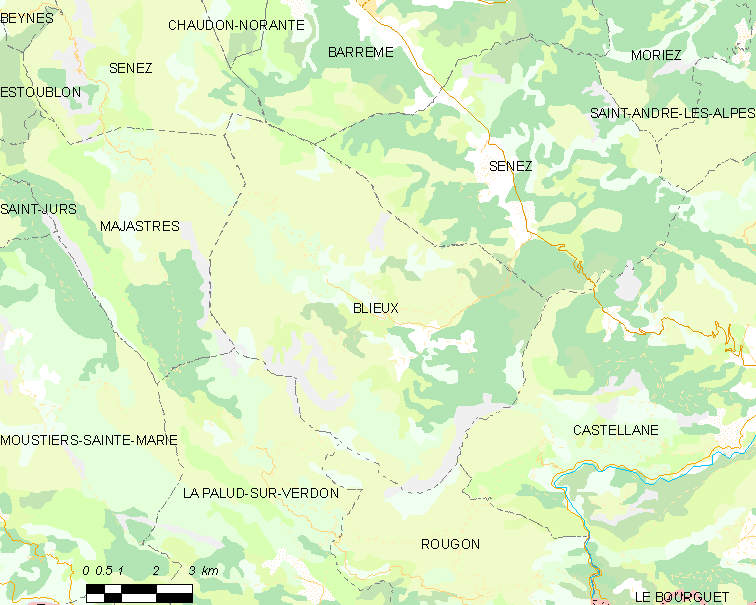
Blieux et les communes voisines (cliquez sur la carte pour accéder à une grande carte avec la légende).

Le village est situé à 950 m d’altitude, dans la vallée de l’Asse de Blieux, dans le massif du Montdenier.
Blieux est une des 46 communes adhérentes du parc naturel régional du Verdon.
Les communes limitrophes de Blieux sont :
Barrême, Senez, Castellane, Rougon, La Palud-sur-Verdon, Majastres et Senez à nouveau avec son enclave du Poil,.

### Géologie
Le périmètre de protection de la réserve naturelle géologique de Haute-Provence couvre également la commune de Blieux.

### Environnement
La commune compte 690 ha de bois et forêts, soit seulement 12 % de sa superficie.

### Relief
- Mont Chiran (1 905 m) ;
- le Grand Mourre (1 898 m) ;

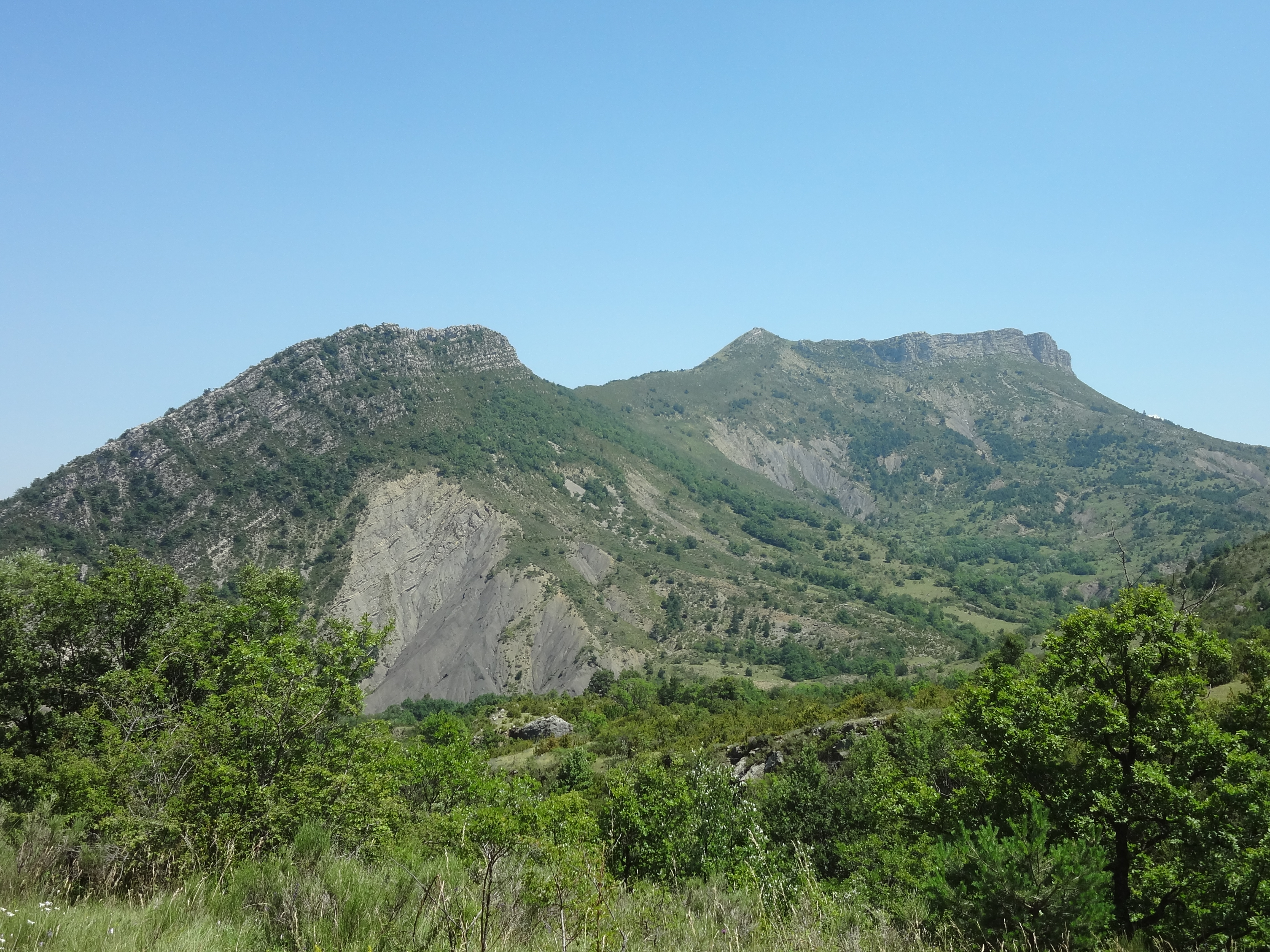
Montagne de la Vibre.

- crête de Montmuye (culmine à 1 621 m) ;
- le Mourre de Chanier (1 930 m).

### Hydrographie et les eaux souterraines

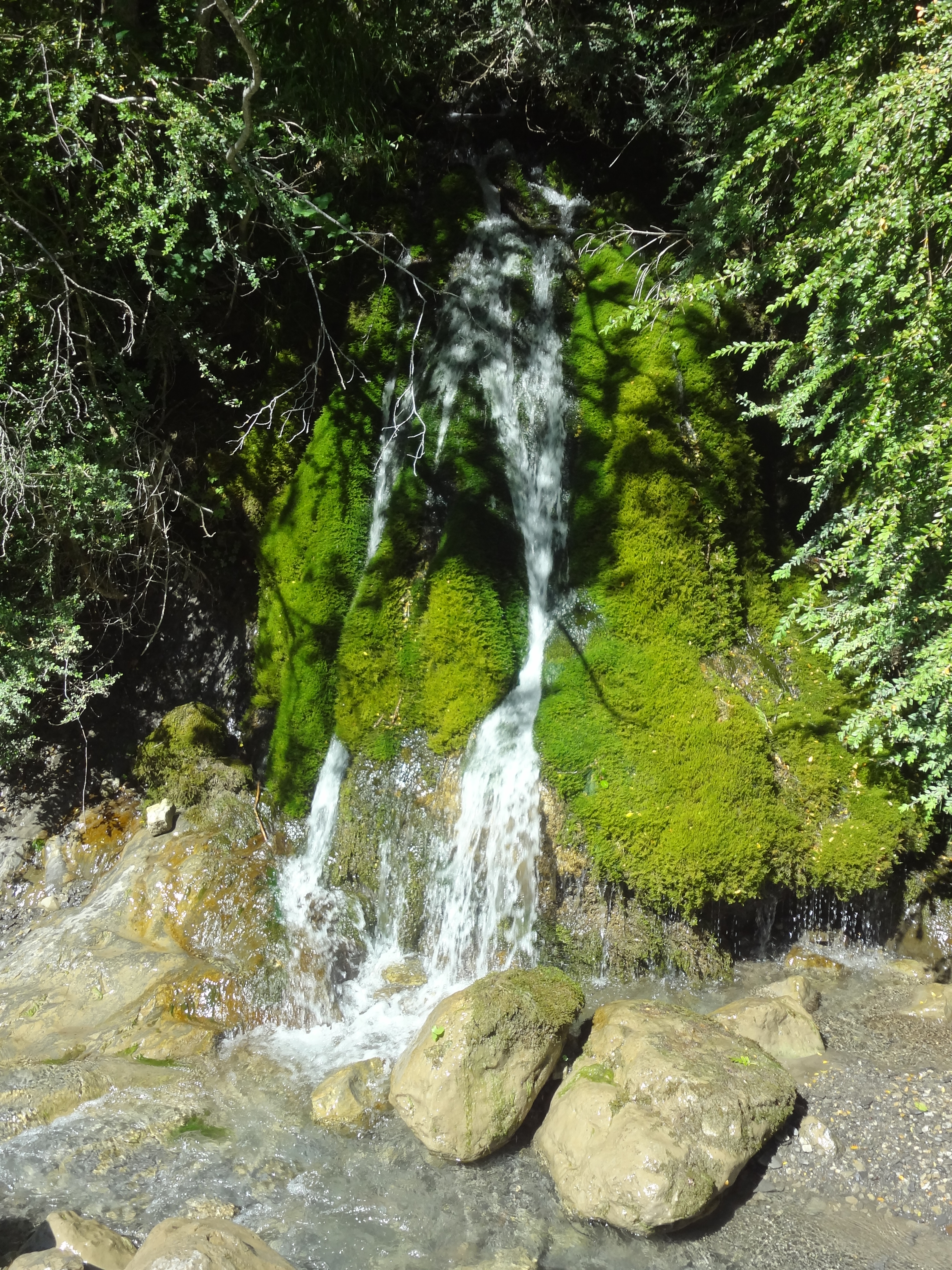
Une cascade proche des hameaux de La Melle, affluente du ravin de Chast.

Cours d'eau sur la commune ou à son aval :
- rivière l'Asse,
- ravins de Reibert, de Chaudanne, du Riou d'Ourgeas, du Champ, de la Font des Bruscs, du Collet, de Chanier, de la Clue, de la Clape, de la Colle, du Riu, du Rayet, de la radasse, des Roumégière, de Longuet, des Lèches, de la Bourbonne, de la Castelle, de la Plâtrière, de la Charbonnière, de la Quille, des Combes, de Malamort, du Chast, du Pas d'Escale, de l'Enfantasse, du Roi, de la Gipière Blanche,
- vallon Nègre,
- torrent de Praux.

### Climat
Pour des articles plus généraux, voir Climat de Provence-Alpes-Côte d'Azur et Climat des Alpes-de-Haute-Provence.
En 2010, le climat de la commune est de type climat méditerranéen altéré, selon une étude du Centre national de la recherche scientifique s'appuyant sur une série de données couvrant la période 1971-2000. En 2020, Météo-France publie une typologie des climats de la France métropolitaine dans laquelle la commune est exposée à un climat de montagne ou de marges de montagne et est dans la région climatique Alpes du sud, caractérisée par une pluviométrie annuelle de 850 à 1 000 mm, minimale en été.
Pour la période 1971-2000, la température annuelle moyenne est de 11,3 °C, avec une amplitude thermique annuelle de 15,5 °C. Le cumul annuel moyen de précipitations est de 854 mm, avec 6,8 jours de précipitations en janvier et 4,9 jours en juillet. Pour la période 1991-2020, la température moyenne annuelle observée sur la station météorologique de Météo-France la plus proche, « Castellane », sur la commune de Castellane à 12 km à vol d'oiseau, est de 10,5 °C et le cumul annuel moyen de précipitations est de 999,7 mm. 
La température maximale relevée sur cette station est de 40,8 °C, atteinte le 28 juin 2019 ; la température minimale est de −20,5 °C, atteinte le 10 janvier 1985,,.
Les paramètres climatiques de la commune ont été estimés pour le milieu du siècle (2041-2070) selon différents scénarios d'émission de gaz à effet de serre à partir des nouvelles projections climatiques de référence DRIAS-2020. Ils sont consultables sur un site dédié publié par Météo-France en novembre 2022.

## Urbanisme

### Typologie
Au 1er janvier 2024, Blieux est catégorisée commune rurale à habitat très dispersé, selon la nouvelle grille communale de densité à 7 niveaux définie par l'Insee en 2022.
Elle est située hors unité urbaine. Par ailleurs la commune fait partie de l'aire d'attraction de Digne-les-Bains, dont elle est une commune de la couronne,. Cette aire, qui regroupe 34 communes, est catégorisée dans les aires de moins de 50 000 habitants,.

### Occupation des sols
L'occupation des sols de la commune, telle qu'elle ressort de la base de données européenne d’occupation biophysique des sols Corine Land Cover (CLC), est marquée par l'importance des forêts et milieux semi-naturels (96,9 % en 2018), en diminution par rapport à 1990 (97,9 %). La répartition détaillée en 2018 est la suivante :
milieux à végétation arbustive et/ou herbacée (61,5 %), forêts (19,4 %), espaces ouverts, sans ou avec peu de végétation (16 %), zones agricoles hétérogènes (2,6 %), prairies (0,5 %).
L'évolution de l’occupation des sols de la commune et de ses infrastructures peut être observée sur les différentes représentations cartographiques du territoire : la carte de Cassini (XVIIIe siècle), la carte d'état-major (1820-1866) et les cartes ou photos aériennes de l'IGN pour la période actuelle (1950 à aujourd'hui).

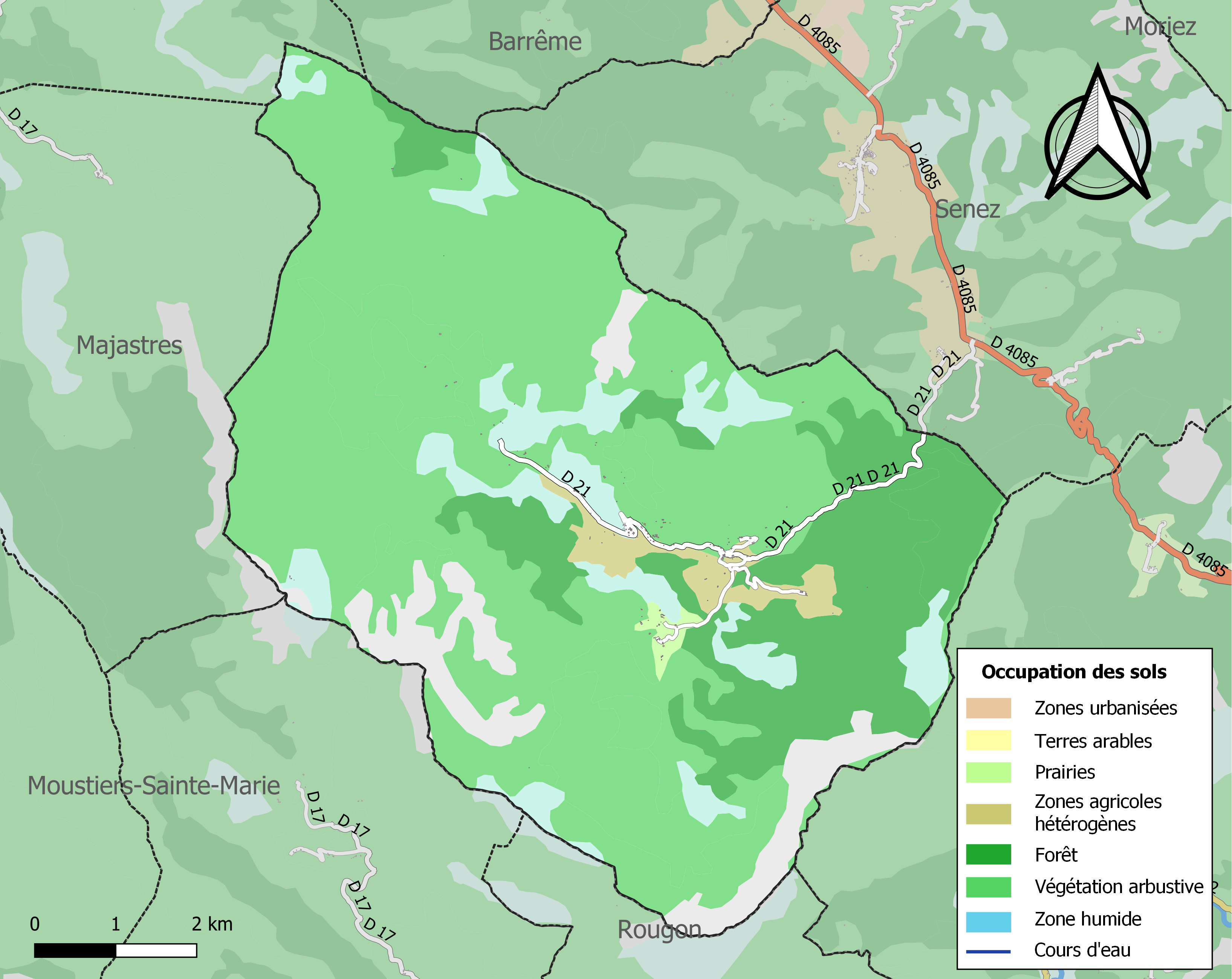
Carte de l'occupation des sols de la commune en 2018 (CLC).

### Hameaux
- le Bas-Chaudoul
- la Tuilière
- Thon
- la Castelle

### Risques naturels et technologiques
Aucune des 200 communes du département n'est en zone de risque sismique nul. Le canton de Barrême auquel appartient Blieux est en zone 1b (risque faible) selon la classification déterministe de 1991, basée sur les séismes historiques
, et en zone 4 (risque moyen) selon la classification probabiliste EC8 de 2011. La commune de Blieux est également exposée à trois autres risques naturels :
- feu de forêt ;
- inondation ;
- mouvement de terrain : la commune est concernée par un aléa moyen à fort dans toute la vallée de l’Asse[20].

La commune de Blieux n’est exposée à aucun des risques d’origine technologique recensés par la préfecture.
Aucun plan de prévention des risques naturels prévisibles (PPR) n’existe pour la commune et le Dicrim existe depuis 2011.
La commune a été l’objet de plusieurs arrêtés de catastrophe naturelle, en 1994 (hiver et automne) et en 2011, pour des inondations, des glissements de terrain et des coulées de boue. Les tremblements de terre qui ont été le plus fortement ressenti à Blieux sont ceux des 30 novembre 1951, avec une intensité de 6,5 (épicentre à Chasteuil, actuellement rattaché à Castellane) et 17 février 1947, d’intensité 3 dans la commune (avec un épicentre dans le Piémont).

## Toponymie
Selon Ernest Nègre, le nom de la commune (Bleus en 1110, Vleus au XIIe siècle selon l’Atlas historique de la Provence) vient de l’occitan bleusse, qui signifie « sec », probablement en référence au sol sec. Selon Charles Rostaing, il se forme sur la racine oronymique (désignant une montagne en forme d’éperon) *BL, toponyme qui est probablement préceltique. Les Fénié sont du même avis que Rostaing.
Le lieu-dit la Melle (castri de Mela, vers 1200), a un nom tiré du celtique mello, désignant un lieu situé en hauteur ,.

## Histoire
Dans l'Antiquité, le peuple installé à l'arrivée des Romains est celui des Sentii.
La localité apparaît pour la première fois dans les chartes en 1110, comme appartenant à Raimundus de Bleus. Le fief appartient au chapitre épiscopal de Senez, puis passe aux Castellane au XIIIe siècle, aux Pontevès au XIVe siècle, aux Engelfred au XVIIIe siècle. Les églises des paroisses de Blieux (à Blieux et à Melle), et les revenus qui y sont attachés, passent successivement à l'abbaye Saint-Victor de Marseille, à l’évêque de Senez, puis à l’abbaye de Lérins.
En 1342, la communauté de Blieux est rattachée à la viguerie de Castellane par le comte de Provence,.
Lors de la crise ouverte par la mort de la reine Jeanne Ire, la communauté de Roquemartine adhère à l'Union d'Aix (1382-1387), soutenant Charles de Duras contre Louis Ier d'Anjou. Elle fait même partie des plus fidèles et maintient son soutien même après la reddition d'Aix. Ce n’est que fin 1387 qu’elle se soumet.
À la fin des guerres de Religion, les habitants de Blieux détruisent leur église pour éviter que leurs ennemis s’en emparent.
Durant la Révolution, la commune compte une société patriotique, créée après la fin de 1792.
La Révolution et l’Empire apportent nombre d'améliorations, dont une imposition foncière égale pour tous, et proportionnelle à la valeur des biens de chacun. Afin de la mettre en place sur des bases précises, la levée d’un cadastre est décidée. La loi de finances du 15 septembre 1807 précise ses modalités. Dès 1811, le cadastre dit napoléonien de Blieux est achevé.
Comme de nombreuses communes du département, Blieux se dote d’écoles bien avant les lois Jules Ferry : en 1863, elle en compte deux qui dispensent une instruction primaire aux garçons, situées au chef-lieu et au hameau de la Melle. Les filles bénéficient elles aussi de cette instruction, bien que la loi Falloux (1851) n’impose l’ouverture d’une école de filles qu’aux communes de plus de 800 habitants.

## Héraldique
| Blason de Blieux | Blason  | Coupé d'or à un chien contourné d'azur lampassé de gueules colleté du champ, et aussi de gueules à un pont de trois arches d'argent maçonné de sable,. |
| Blason de Blieux | Détails | Le statut officiel du blason reste à déterminer. |

## Politique et administration

### Liste des maires
| Période                                  | Période                       | Identité         | Étiquette | Qualité       |
| ---------------------------------------- | ----------------------------- | ---------------- | --------- | ------------- |
| mai 1945                                 |                               | Baptistin Bianco |           |               |
|                                          |                               |                  |           |               |
| mars 1965                                | mars 2014                     | Marcel Collomp   |           |               |
| avril 2014                               | En cours (au 21 octobre 2014) | Gérard Collomp   | SE        | Fonctionnaire |
| Les données manquantes sont à compléter. |                               |                  |           |               |

### Intercommunalité
Blieux fait partie :
- jusqu'en 2016, de la communauté de communes du Moyen Verdon ;
- à partir du 1er janvier 2017, de la communauté de communes Alpes Provence Verdon - Sources de Lumière.

La communauté de communes Alpes Provence Verdon - Sources de Lumière, créée le 24 novembre 2016 avec effet le 1er janvier 2017, regroupe désormais 41 communes. Cet établissement public de coopération intercommunale (EPCI) s'est engagé dans une démarche d’élaboration d’un plan local d'urbanisme intercommunal (PLUi).

### Budget et fiscalité 2016
En 2016, le budget de la commune était constitué ainsi :
- total des produits de fonctionnement : 82 000 €, soit 1 394 € par habitant ;
- total des charges de fonctionnement : 66 000 €, soit 1 126 € par habitant ;
- total des ressources d'investissement : 108 000 €, soit 1 837 € par habitant ;
- total des emplois d'investissement : 31 000 €, soit 526 € par habitant ;
- endettement : 6 000 €, soit 96 € par habitant.

Avec les taux de fiscalité suivants :
- taxe d'habitation : 8,00 % ;
- taxe foncière sur les propriétés bâties : 7,50 % ;
- taxe foncière sur les propriétés non bâties : 53,00 % ;
- taxe additionnelle à la taxe foncière sur les propriétés non bâties : 58,73 % ;
- cotisation foncière des entreprises : 17,16 %.

Chiffres clés Revenus et pauvreté des ménages en 2014.

## Démographie
```
| type                        = Commune rurale à habitat très dispersé
| unité urbaine               = Hors unité urbaine
| aire d'attraction           = 
Digne-les-Bains
 
(commune de la couronne)
```

En 2022, Blieux comptait 52 habitants. À partir du XXIe siècle, les recensements réels des communes de moins de 10 000 habitants ont lieu tous les cinq ans (2004, 2009, 2014, etc. pour Blieux). Les autres « recensements » sont des estimations.
La commune est, parmi celles des Alpes-de-Haute-Provence qui ont subsisté sans être totalement abandonnées, celle qui a connu le plus grand recul démographique entre le milieu du XIXe (et même la fin du XVIIIe siècle) et le milieu du XXe siècle.
| 1315     | 1471    | 1765 | 1793 | 1800 | 1806 | 1821 | 1831 | 1836 | 1841 |
| -------- | ------- | ---- | ---- | ---- | ---- | ---- | ---- | ---- | ---- |
| 150 feux | 37 feux | 823  | 913  | 801  | 818  | 810  | 907  | 969  | 876  |

| 1846 | 1851 | 1856 | 1861 | 1866 | 1872 | 1876 | 1881 | 1886 | 1891 |
| ---- | ---- | ---- | ---- | ---- | ---- | ---- | ---- | ---- | ---- |
| 802  | 780  | 735  | 736  | 650  | 598  | 573  | 560  | 537  | 508  |

| 1896 | 1901 | 1906 | 1911 | 1921 | 1926 | 1931 | 1936 | 1946 | 1954 |
| ---- | ---- | ---- | ---- | ---- | ---- | ---- | ---- | ---- | ---- |
| 449  | 442  | 403  | 374  | 241  | 200  | 181  | 160  | 110  | 100  |

| 1962 | 1968 | 1975 | 1982 | 1990 | 1999 | 2004 | 2009 | 2022 | - |
| ---- | ---- | ---- | ---- | ---- | ---- | ---- | ---- | ---- | - |
| 73   | 59   | 54   | 59   | 57   | 59   | 62   | 56   | 52   | - |

L’histoire démographique de Blieux, après la grande saignée du XIVe siècle et la lente croissance allant de la fin du XVe siècle aux années 1830, est marquée par une période d’« étale » où la population reste stable à un niveau élevé. Cette période, courte dure de 1831 à 1841. Elle est suivie d’un mouvement de diminution assez rapide. En 1896, la commune enregistre la perte de la moitié de sa population de 1836. Le mouvement de baisse s’est poursuivi jusqu’aux années 1960. Depuis un demi-siècle, la population est stable, entre 50 et 60 habitants, soit 5 à 6 % de la population du maximum de 1836.

## Économie

### Aperçu général
En 2009, la population active s’élevait à 22 personnes, dont sept chômeurs. Ces travailleurs sont majoritairement non-salariés (neuf sur dix-sept) et travaillent majoritairement dans la commune (même proportion). L’essentiel des établissements de la commune se trouvent dans l’agriculture (13 sur 21 en 2010).

### Agriculture
Fin 2010, le secteur primaire (agriculture, sylviculture, pêche) comptait 13 établissements actifs au sens de l’Insee et aucun emploi salarié.
Le nombre d’exploitations, selon l’enquête Agreste du ministère de l’Agriculture, est en forte baisse dans les années 2000, passant de 10 à 6, essentiellement des élevages ovins[réf. incomplète]. De 1988 à 2000, la surface agricole utile (SAU) a fortement baissé, de 1 312 ha à 960 ha, alors que le nombre d’exploitations baissait (de 12 à 10). Ce mouvement s’est poursuivi, la SAU s’établissant à 256 ha en 2010.

### Industrie
Fin 2010, le secteur secondaire (industrie et construction) comptait un seul établissement artisanal, employant un salarié.

### Activités de service
Fin 2010, le secteur tertiaire (commerces, services) comptait cinq établissements (sans aucun emploi salarié), auxquels s’ajoutent les deux établissements du secteur administratif, sanitaire et social.
D'après l’Observatoire départemental du tourisme, la fonction touristique est importante pour la commune, avec entre un et cinq touristes accueillis par habitant. Plusieurs structures d’hébergement à finalité touristique existent dans la commune :
- plusieurs meublés[60] ;
- un gîte est le seul hébergement collectif[61].

Les résidences secondaires apportent un appoint important à la capacité d’accueil : plus de la moitié des logements (soit 52) sont des résidences secondaires, dont 10 avec deux logements ou plus,.

## Lieux et monuments
Patrimoine religieux :
- Église Sainte-Elizabeth-de-Portugal à la Melle[1] (douteuse, il semble que ce soit à sainte Élisabeth (mère de Jean le Baptiste) et non à sainte Élisabeth de Portugal qu’il faille attribuer la titulature[32]). Elle est construite à plus de 1 400 m d’altitude au-dessus de la Melle[32] ;
- Chapelle du Bas-Chaudoul ; chapelle de la Tuilière, en ruines ;
- Chapelle Saint-Pons, au hameau du Thor (ou du Thon, ou du Toun[32]), en ruines, peut avoir la partie antérieure qui remonte au XIIIe siècle[65]. Elle est déjà signalée en 1122[32].
- L’église Saint-Symphorien (XVIIe siècle) est de caractère très archaïque, avec un décor fruste ; les chapelles latérales sont formées de renfoncements voûtés pratiqués dans les murs[66]. La statue de la Vierge à l'Enfant, un marbre du XVIIIe siècle, est classée au titre objet[67]. Elle est ornée d’un tableau (159 cm sur 128), représentant la Visite de saint Antoine à saint Paul ermite. Il représente la scène de la Légende dorée où un corbeau envoyé par Dieu apporte un pain à l’ermite. Datée entre 1850 et 1875, elle est de la main de Fidèle Maria Patritti[68]. C’est cette église que les habitants détruisent en 1595, reconstruisent au XVIIe siècle, puis au XVIIIe siècle[32].
- Monuments commémoratifs :
  - Plaque commémorative dans l'église Saint-Symphorien[69],
  - Plaque commémorative chapelle de La Melle,
  - Plaque commémorative Chapelle Sainte Elizabeth[70].

Autres patrimoines :
- Château au sommet du village, en ruines (XIIe ou XIIIe siècles[71])
- Quatre ponts de Blieux sont assez anciens :
  - le pont de l’Asse, à la Rouvière : situé sur la route allant à la Tuilière (RD 21), ancienne route de Castellane par le col des Lèques, il adopte une forme classique, en dos d'âne, à une arche. Il date approximativement des XVIIe – XVIIIe siècles[72] ;
  - toujours sur l’Asse, le pont en dessous de l’ancien village[72] ;
  - le pont sur un affluent de l’Asse : il a la particularité d’avoir un tablier en pente, proche deux précédents[73] ;
  - le pont de la Melle : situé sur le chemin muletier Senez-Melle, il permet le franchissement du ravin du Chast. Sa voûte est en partie taillée dans le tuf et est aux deux-tiers appareillée dans du tuf, qui a pu être extrait sur place. Il peut dater du XIXe siècle[74] ;
- Observatoire astronomique au Chiran.
- Canaux d'irrigation[75].

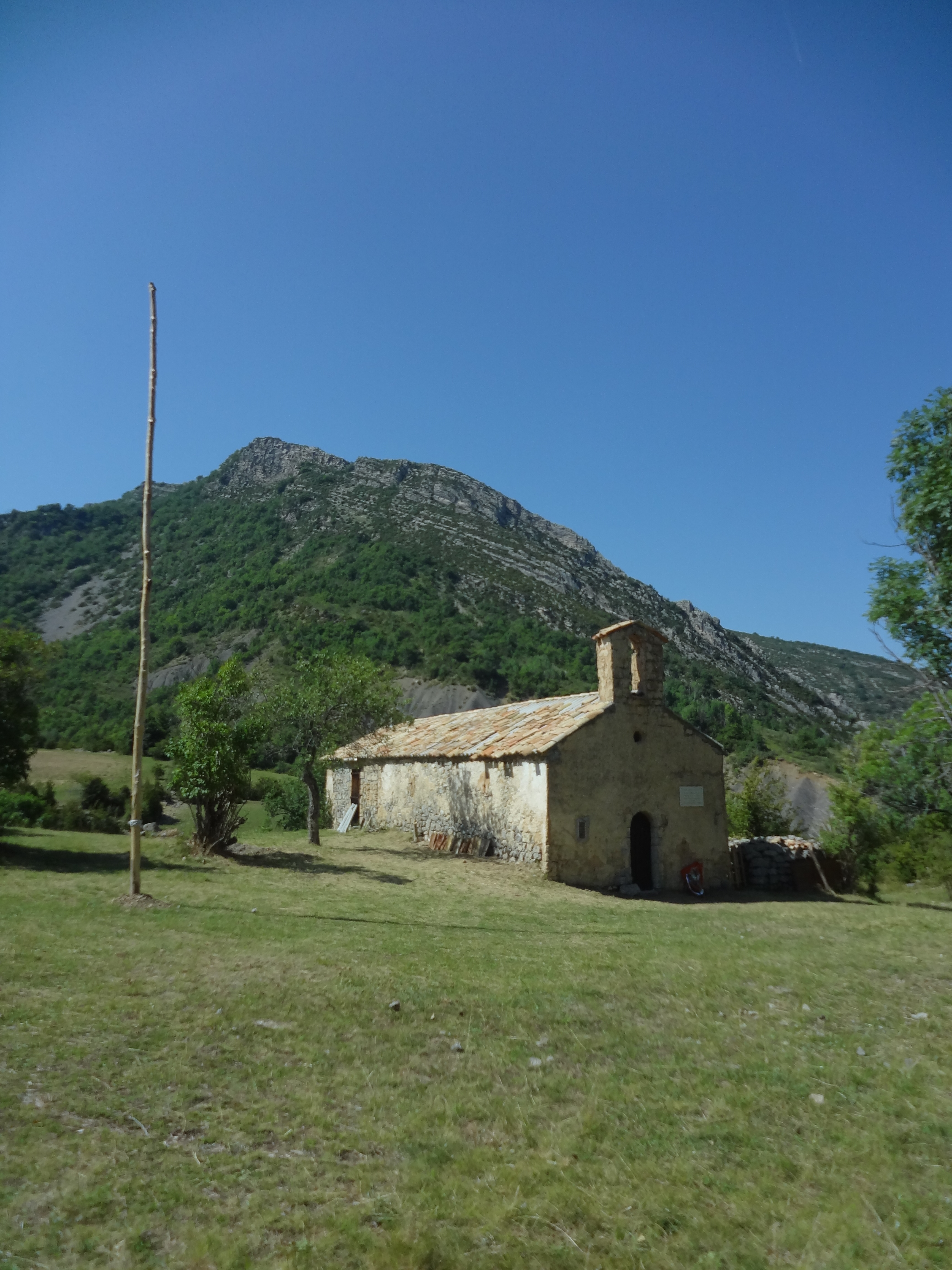
Chapelle de la Basse-Melle.
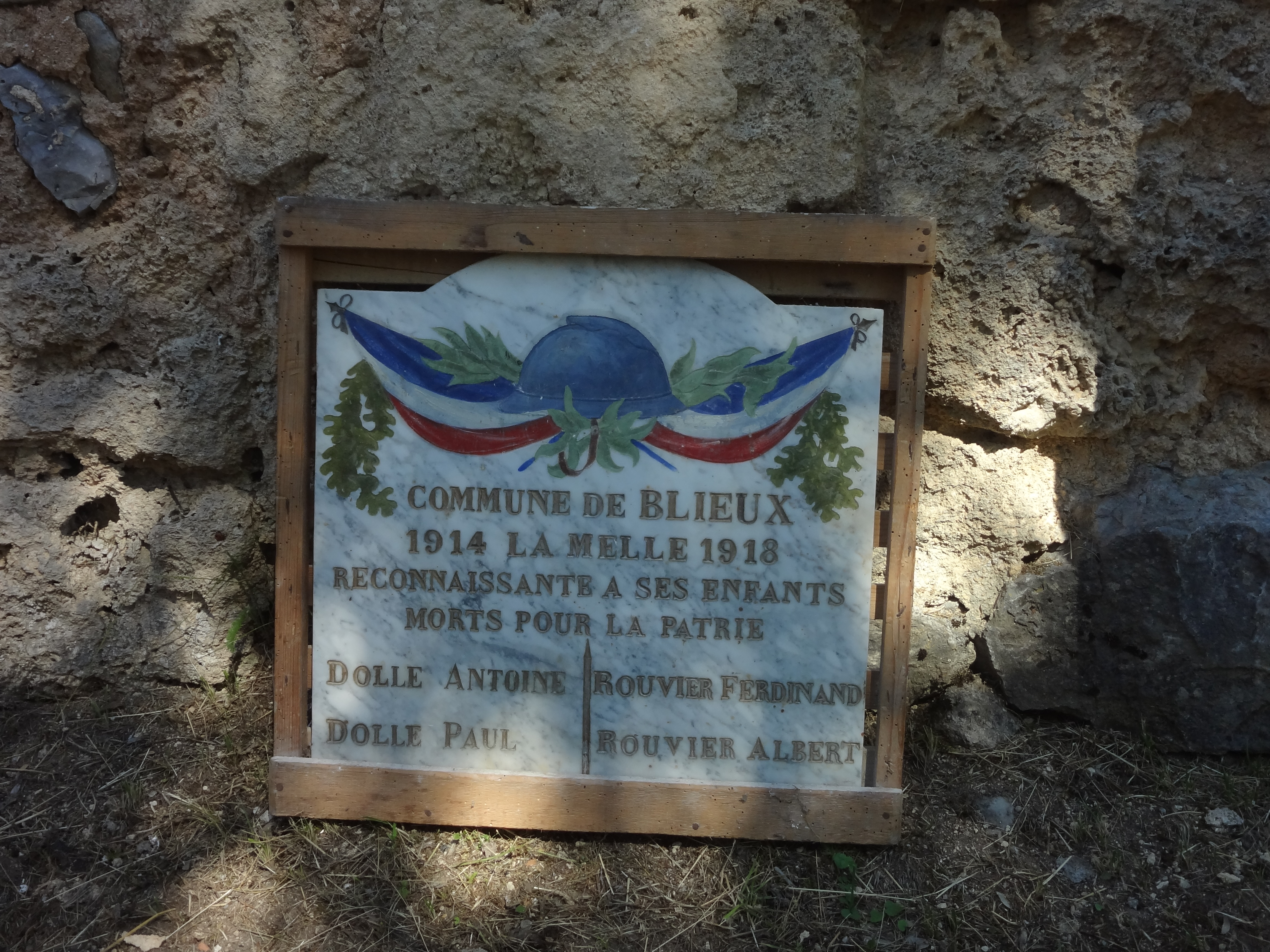
Plaque monument aux morts des hameaux de la Haute et de la Basse-Melle.
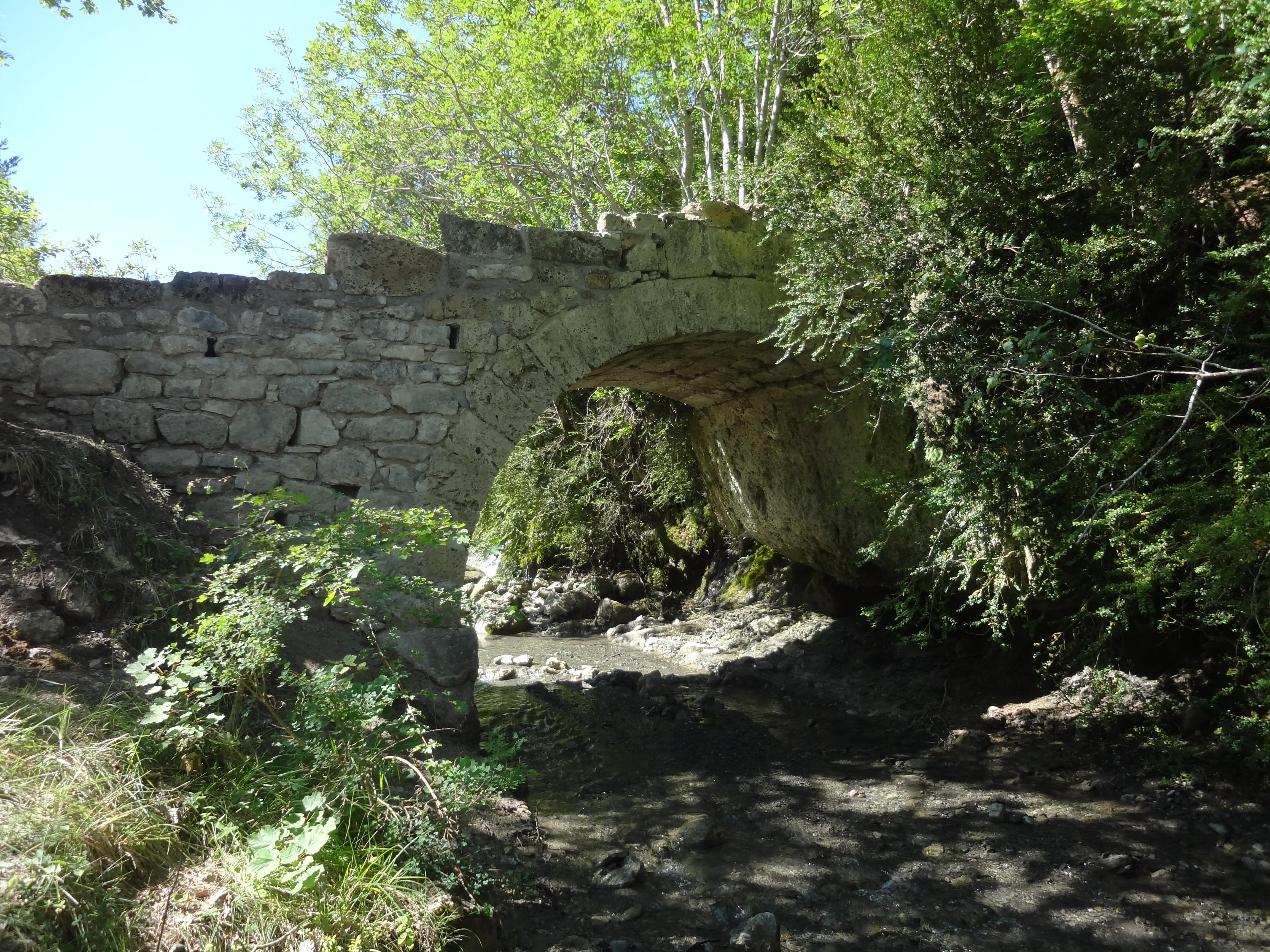
Pont muletier de La Melle.